# 田尻稲次郎

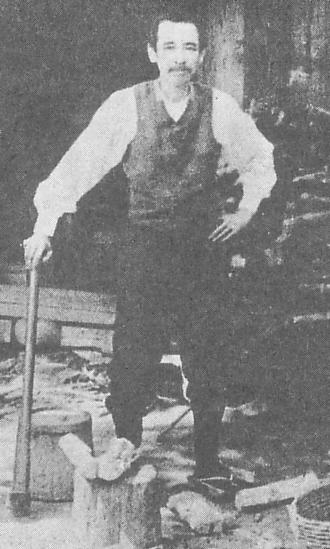
田尻稲次郎

田尻 稲次郎（たじり いなじろう、嘉永3年6月29日（1850年8月6日） - 1923年（大正12年）8月15日）は、日本の経済学者・政治家・官僚。元・東京市長。専修学校（専修大学の前身）の創始者の一人である。子爵。

## 生涯
1850年（嘉永3年）、薩摩藩 京都留守居役・田尻次兵衞の3男として薩摩藩の京都上屋敷で生まれた。16歳で薩摩藩の開成所にて洋学を学び、長崎に遊学した後、上京。1869年（明治2年）に慶應義塾の門に入り、その後に開成学校（大学南校、のちに南校）で英学を、海軍兵学寮で兵学を学んだ。
その後、大学南校に戻るが、刑部省から留学を命ぜられ、1871年（明治4年）から1879年（明治12年）まで足掛け9年間アメリカに留学した。ハートフォード高校を経て1874年（明治7年）にイェール大学文科に入学し、イェール大学大学院に進学、経済学、財政学を学び修了。1879年（明治12年）夏に帰国し東京大学で経済学を講じ、のちに大蔵省での部下となる阪谷芳郎・添田寿一らを教える。1880年（明治13年）に専修学校を創立。1884年（明治17年）に大蔵省に入省し、国債局長に就任（その傍らで、法科大学教授を兼任）。1888年（明治21年）に日本で最初の法学博士の学位を得る。
1891年（明治24年）に大蔵省銀行局長、主税局長、貴族院議員となり、1892年（明治25年）に大蔵次官になるもいったん退く。その後、1898年（明治31年）に大蔵次官に返り咲き、大蔵総務長官、会計検査院院長（1901年（明治34年） - 1918年（大正7年））などの要職を歴任。大蔵省時代は、特に日露戦争時での戦費調達、債務処理に功績を挙げた。1912年（明治45年）の東京市会議員選挙に小石川区から立候補したが、鳩山一郎に敗れて落選した（鳩山824票に対し、田尻1票）。
退官後、東京市長を務める等政治の分野でも活躍した。蓮沼門三によって修養団が結成されると、初代団長に推されて就任している。
墓所は文京区護国寺。

## 人物、その他
同時代の冒険小説家・押川春浪が「硬骨学者」で「奇行に富んで居られる」と評したほど奇行で知られた人物であり、特に自動車嫌いは徹底していて、宮中に参内するとき以外は人力車さえ使わなかったという。質素を旨とし衣服にかまわぬ姿を、友人たちは「きたなり」（それにちなんで、田尻の号は北雷）と呼んだ逸話がある。また、読んでいない本が積み上がっている状態を指す「積ん読（）」という言葉の考案者とする説がある。
東京市長時代に流行した「東京節」（パイノパイノパイ）の3番に「タジれた市長を仰ぐこと」「市長のいうことよくきいて豆粕食うこと痩せること」との一節があり、3番、4番のサビの部分が「シチョウサン（市長さん）タラケチンボデ パイノパイノパイ ヨウフク（洋服）モツメエリ（詰襟）デ フルイ（古い）フルイフルイ」となっている。「タジれた」は田尻と掛けられている。
1880年から1917年まで、自邸に「田尻塾」を設けて、塾費無料で松方幸次郎、松崎蔵之助、市来乙彦ら多くの後進を育てた。

## 親族

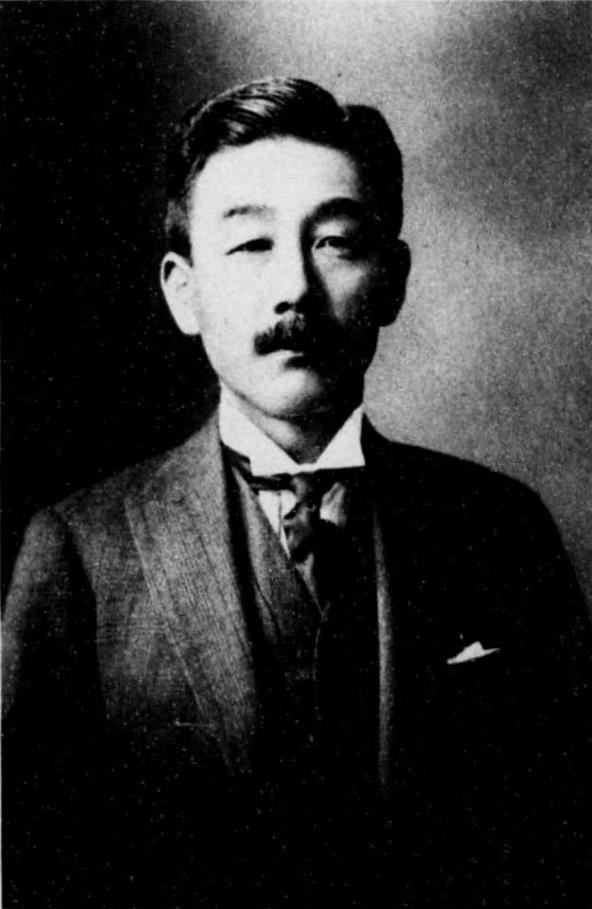
甥の八代則彦。東京帝大法科大学政治学科卒業後日本郵船に入社したが乞われて住友銀行に入行し、会長まで昇進した。血盟団事件の暗殺対象となっていたが難を逃れた

- 父・田尻次兵衞 - 鹿児島藩士[7]。薩摩藩京都留守居役。前妻の甥に野村綱。
- 長兄・田尻惣一 - 鹿児島藩士。長男の田尻逆は川崎造船所監査役。その長女・イクは男爵松村淳蔵の跡継ぎ松村政俊に嫁いだ。[8]
- 次兄・八代規（1848年生、幼名・幸次郎） - 鹿児島藩士。重野安繹門下の孔孟派の漢学者[9]。京都府教務課長。京都府師範学校校長（1886-1889）。当時の文部大臣森有礼の友人で、校長に就任すると学内の洋装化、欧風化を推進した[10]。前妻のミツは1879年に第三子懐妊中に没し、墓のある大黒寺 (京都市伏見区)の幽霊子育飴伝説になっている[11][12]。後妻は京都寺田屋の娘カノ(1861年生)[13][14]。前妻ミツとの長男・八代則彦（1872-1956）は住友銀行專務取締役（のち会長）、大阪手形交換所委員長[13][15]。規の娘ミサの孫に御木本美隆の妻となった澄子がいる。
- 妻　ヨシ（1864年生） - 東京、士族三枝守富長女。大隈重信の妻・大隈綾子は父の妹。ヨシの義弟（妹の夫）に真木平一郎、大隈信常[16]。
- 長男・田尻鉄太郞（1885年生） - 　子爵。法学士、日本勧業銀行員[7]。岳父に橋口文蔵
- 二女・アイ - 松岡静雄の妻[17]
- 三女・トミ（1887年生） - 星野章（川崎第百銀行頭取）妻[17]
- 三男・秋鄕（1892年生） - 　男爵松村政俊（松村淳蔵の次代）の婿養子となり松村政頴と改名。海軍兵学校卒。[18]
- 四男・穰（1894年生） - 　海軍大尉[17]
- 五女・豊（1900年生） - 　大島浩の妻[17]

## 栄典
位階
- 1884年（明治17年）6月30日 - 正六位[19]
- 1891年（明治24年）12月10日 - 正五位[20]
- 1892年（明治25年）9月26日 - 従四位[21]
- 1897年（明治30年）10月30日 - 正四位[22]
- 1898年（明治31年）9月20日 - 従三位[23]
- 1911年（明治44年）1月31日 - 従二位[24]

勲章等
- 1893年（明治26年）12月28日 - 勲三等瑞宝章[25]
- 1895年（明治28年）10月31日 - 男爵・勲二等旭日重光章[26]
- 1898年（明治31年）8月8日 - 勲一等瑞宝章
- 1907年（明治40年）
  - 4月1日 - 勲一等旭日大綬章
  - 9月23日 - 子爵[27]。
- 1915年（大正4年）11月10日 - 大礼記念章（大正）[28]
- 1923年（大正12年）8月15日 - 勲一等旭日桐花大綬章

## 主な著書
- 財政と金融
- 欧州戦局の将来
- 財界時雨
- 財界訓蒙
- 経済学
- 経済大意
- 公債論
- 経済学応用新論
- 簡易生活
- 銀行論
- 経済史眼
- 新国富論
- 地下水利用論
- 米穀経済
- 日本財政経済論
- 日本の現在及将来
- 二十年来世界経済之景況